# Liste des longs métrages indonésiens proposés à l'Oscar du meilleur film international
Cet article présente la liste des longs métrages indonésiens proposés à l'Oscar du meilleur film international.

## Films proposés par l'Indonésie
| Année (Cérémonie) | Titre français                      | Titre original                        | Réalisateur                 | Résultat   |
| ----------------- | ----------------------------------- | ------------------------------------- | --------------------------- | ---------- |
| 1988 (60e)        | Nagabonar (id)                      |                                       | M.T. Risyaf (id)            | Non nommé  |
| 1990 (62e)        | Tjoet Nja' Dhien (id)               |                                       | Eros Djarot (id)            | Non nommé  |
| 1991 (63e)        | Langitku Rumahku (id)               |                                       | Slamet Rahardjo (id)        | Non nommé  |
| 1993 (65e)        | Bibir Mer (id)                      |                                       | Arifin C. Noer              | Non nommé  |
| 1999 (71e)        | Feuille sur un oreiller             | Daun di Atas Bantal                   | Garin Nugroho               | Non nommé  |
| 2000 (72e)        | Sri (id)                            |                                       | Marselli Sumarno (id)       | Non nommé  |
| 2003 (75e)        | Ca-bau-kan (id)                     |                                       | Nia Dinata                  | Non nommé  |
| 2004 (76e)        | Biola Tak Berdawai (id)             |                                       | Sekar Ayu Asmara (id)       | Non nommé  |
| 2006 (78e)        | Gie (id)                            |                                       | Riri Riza                   | Non nommé  |
| 2007 (79e)        | Berbagi Suami (id)                  |                                       | Nia Dinata                  | Non nommé  |
| 2008 (80e)        | Denias, Senandung di Atas Awan (id) |                                       | John De Rantau (id)         | Non nommé  |
| 2010 (82e)        | Jamila dan Sang Presiden (id)       |                                       | Ratna Sarumpaet             | Non nommé  |
| 2011 (83e)        | Alangkah Lucunya (Negeri Ini) (id)  |                                       | Deddy Mizwar (id)           | Non nommé  |
| 2012 (84e)        | Di Bawah Lindungan Ka'bah (id)      |                                       | Hanny R. Saputra (id)       | Non nommé  |
| 2013 (85e)        | Sang Penari (id)                    |                                       | Ifa Isfansyah               | Non nommé  |
| 2014 (86e)        | Sang Kiai (id)                      |                                       | Rako Prijanto (id)          | Non nommé  |
| 2015 (87e)        | Soekarno (id)                       |                                       | Hanung Bramantyo            | Non nommé  |
| 2017 (89e)        | Surat dari Praha (id)               |                                       | Angga Dwimas Sasongko (id)  | Non nommé  |
| 2018 (90e)        | Turah (id)                          |                                       | Wicaksono Wisnu Legowo (id) | Non nommé  |
| 2019 (91e)        | Marlina, la tueuse en quatre actes  | Marlina Si Pembunuh dalam Empat Babak | Mouly Surya                 | Non nommé  |
| 2020 (92e)        | Kucumbu Tubuh Indahku               |                                       | Garin Nugroho               | Non nommé  |
| 2021 (93e)        | Perempuan Tanah Jahanam (id)        |                                       | Joko Anwar                  | Non nommé  |
| 2022 (94e)        | Yuni (id)                           |                                       | Kamila Andini               | Non nommé  |
| 2023 (95e)        | Ngeri-Ngeri Sedap                   |                                       | Bene Dion Rajagukguk (id)   | Non nommé  |
| 2024 (96e)        | Autobiography (id)                  |                                       | Makbul Mubarak (id)         | Non nommé  |
| 2025 (97e)        | Perempuan Berkelamin Darah (id)     |                                       | Jeremias Nyangoen (id)      | En attente |